# Plangiopsis semiconchata
Plangiopsis semiconchata är en insektsart som beskrevs av Karsch 1889. Plangiopsis semiconchata ingår i släktet Plangiopsis och familjen vårtbitare. Inga underarter finns listade i Catalogue of Life.